# Ka-27 (航空機)

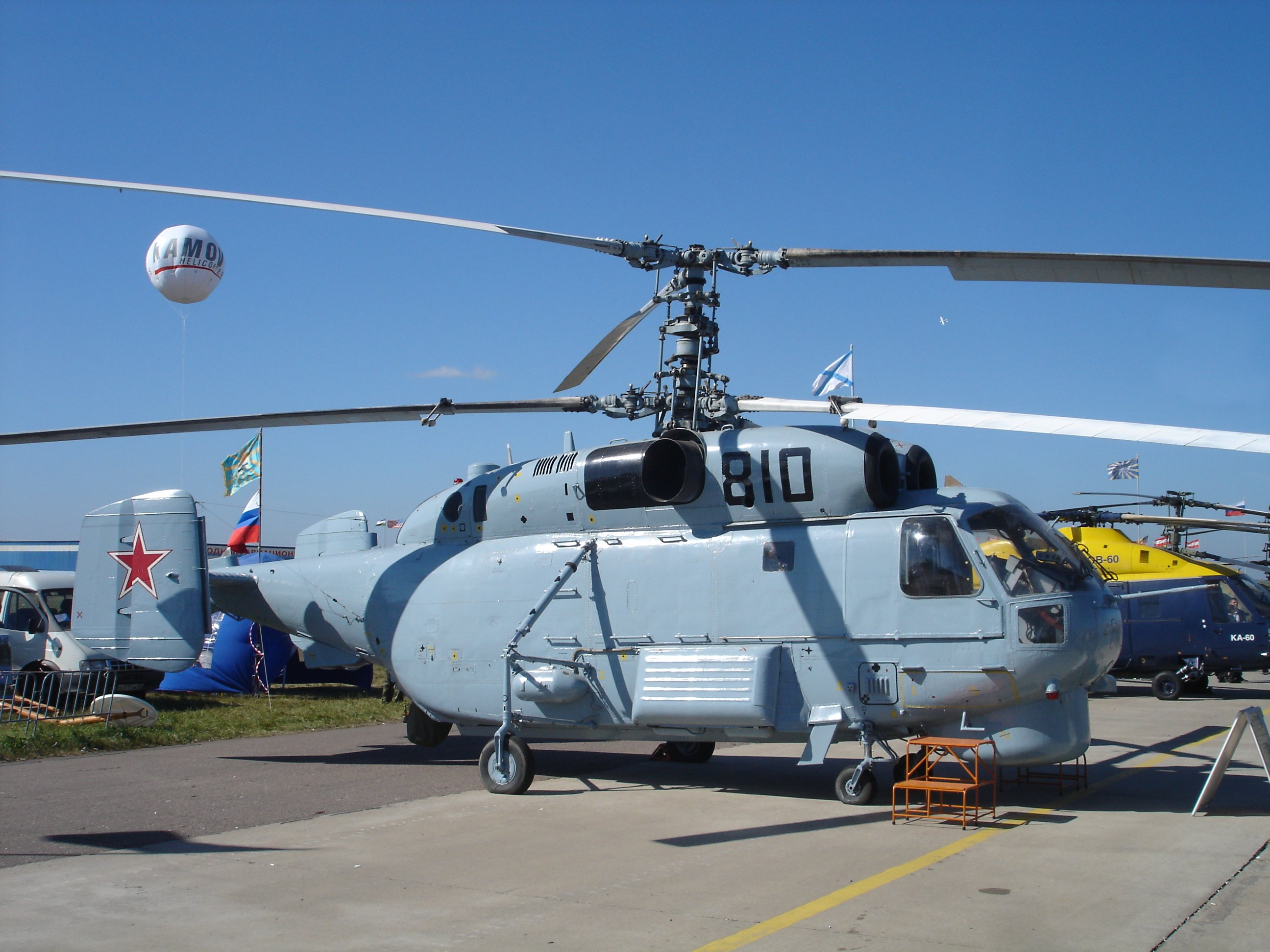
Ka-27PL

Ka-27（カモフ27；ロシア語：Ка-27カー・ドヴァーッツァチ・スィェーミ）は、ソ連のカモフ設計局で開発された二重反転式ローターのヘリコプターである。
北大西洋条約機構（NATO）では、Ka-27に対し ヘリックス（Helix）というNATOコードネームを割り当てた。
Helixとは「螺旋」の意。

## 概要
Ka-27の開発は、まず艦載対潜ヘリコプターであるKa-27PL（ヘリックス-A）から始められた。1968年からKa-25PLに新しい捜索・追跡システムを搭載する試みが開始され、そのために改修された機体は新たにKa-252と名付けられた。Ka-252は艦上での試験を続け、1981年4月14日から制式名称Ka-27PLとしてソ連海軍に採用された。
Ka-27は前任機Ka-25PLのみならず陸上運用機であった大型のMi-14PLをも代替し、各地で幅広く運用された。Ka-27PLは現在もロシア海軍の主力ヘリコプターである。
Ka-27PLの派生型としては、まず捜索救難機型のKa-27PS（Ка-27ПС）が製作された。この機体は1980年から生産が開始され、現在でもロシア、ウクライナなどで多数使用されているほか、民間でも救難ヘリコプターとして運用されている。その他、Ka-27PLの輸出型であるKa-28（ヘリックス-B）、強襲用のKa-29（ヘリックス-B）、空中早期警戒用のKa-31（ヘリックス-B）、民間向けとして開発されたKa-32（ヘリックス-C）などがある。特にKa-32には多くの派生型が開発され、西側諸国でも比較的多数が使用されている。
Ka-27シリーズの開発は、このように多数の派生型を生みつつ現在も続けられており、今後も多くの派生型が登場すると見られる。ただし、Ka-27という名称の機体が運用されているのは、現在までのところソ連海軍機を受け継いだロシア海軍とウクライナ海軍、ベラルーシ空軍だけである。ほかでの運用機は基本的にすべてKa-28かKa-32である。
この機の特徴は双発エンジン、同軸反転ローターのため高いパワーウエイトレシオを誇り、このクラスでは最大となる。また、ホバリング時の操縦安定性に優れ、テールローターが無いため障害物が近い場所での運行などに適しているため、西側諸国の民間企業でも採用が行われており、Ka-32で吊り上げ重量が5トンであるため、この機体を使用した重要物の空輸、空中消火活動用途などで使用されている。

## バリエーション

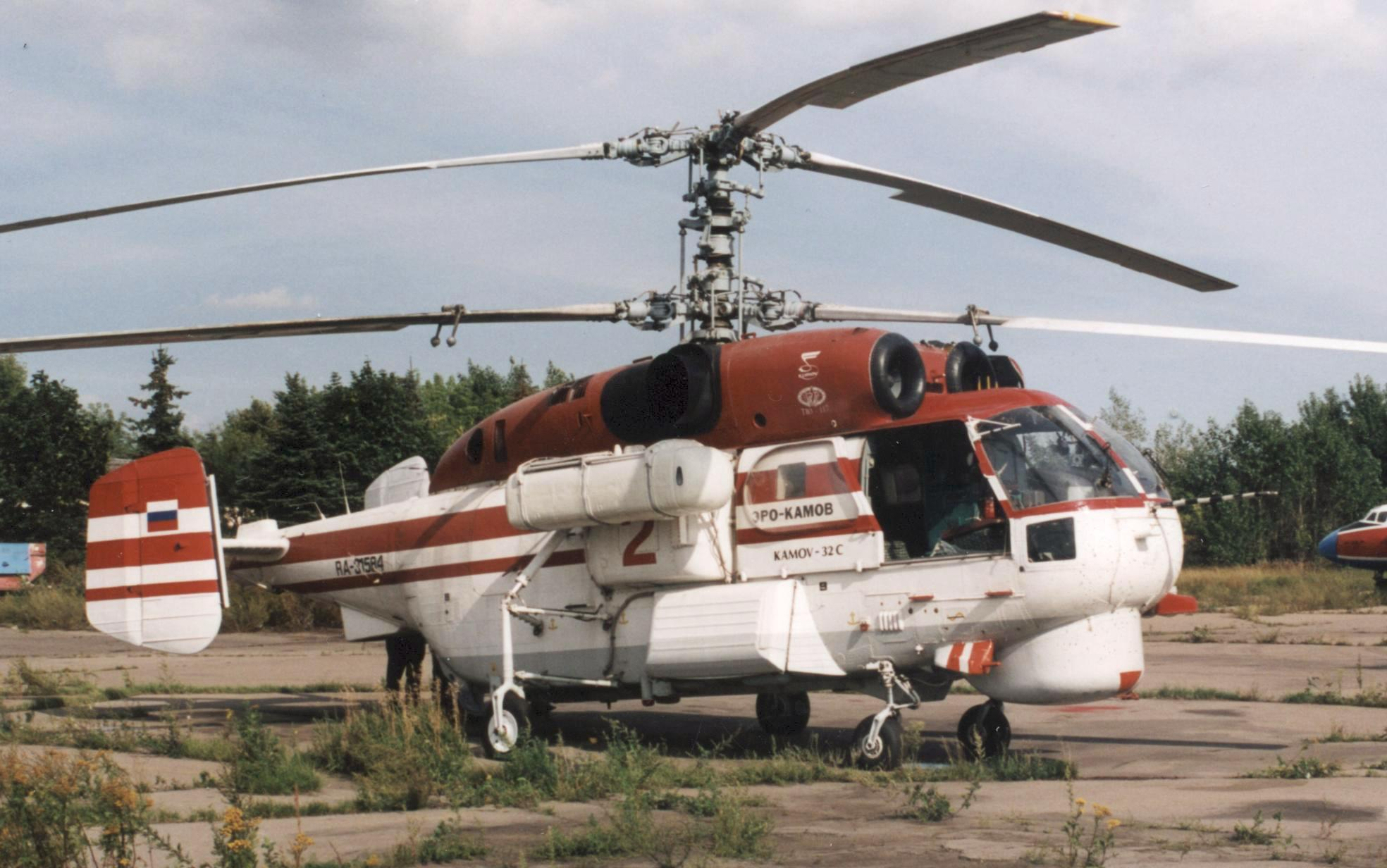
Ka-32S
ロシア、オメガヘリコプター社の機体
2004年、モスクワ郊外のビコヴォ空港での撮影

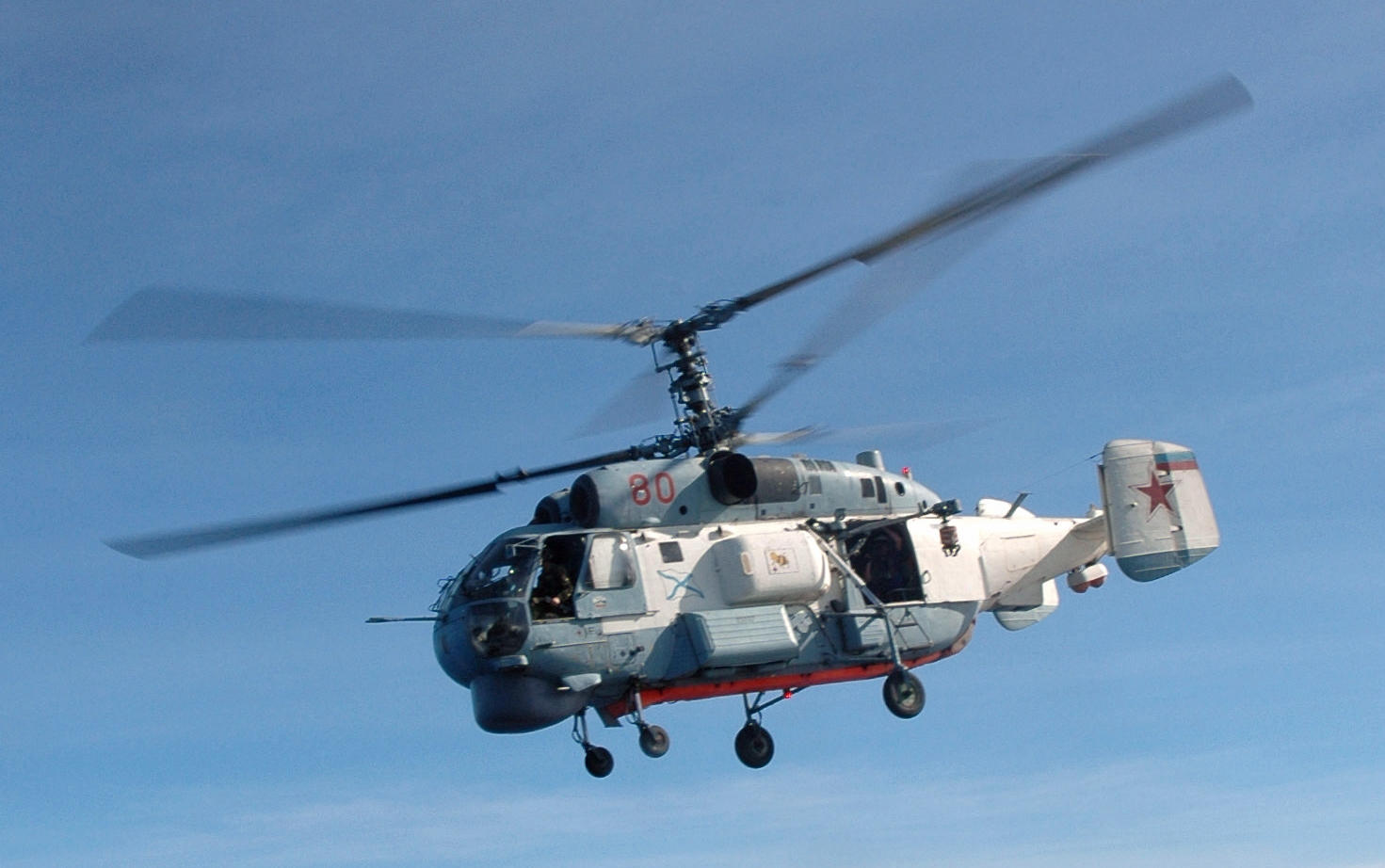
Ka-27PS

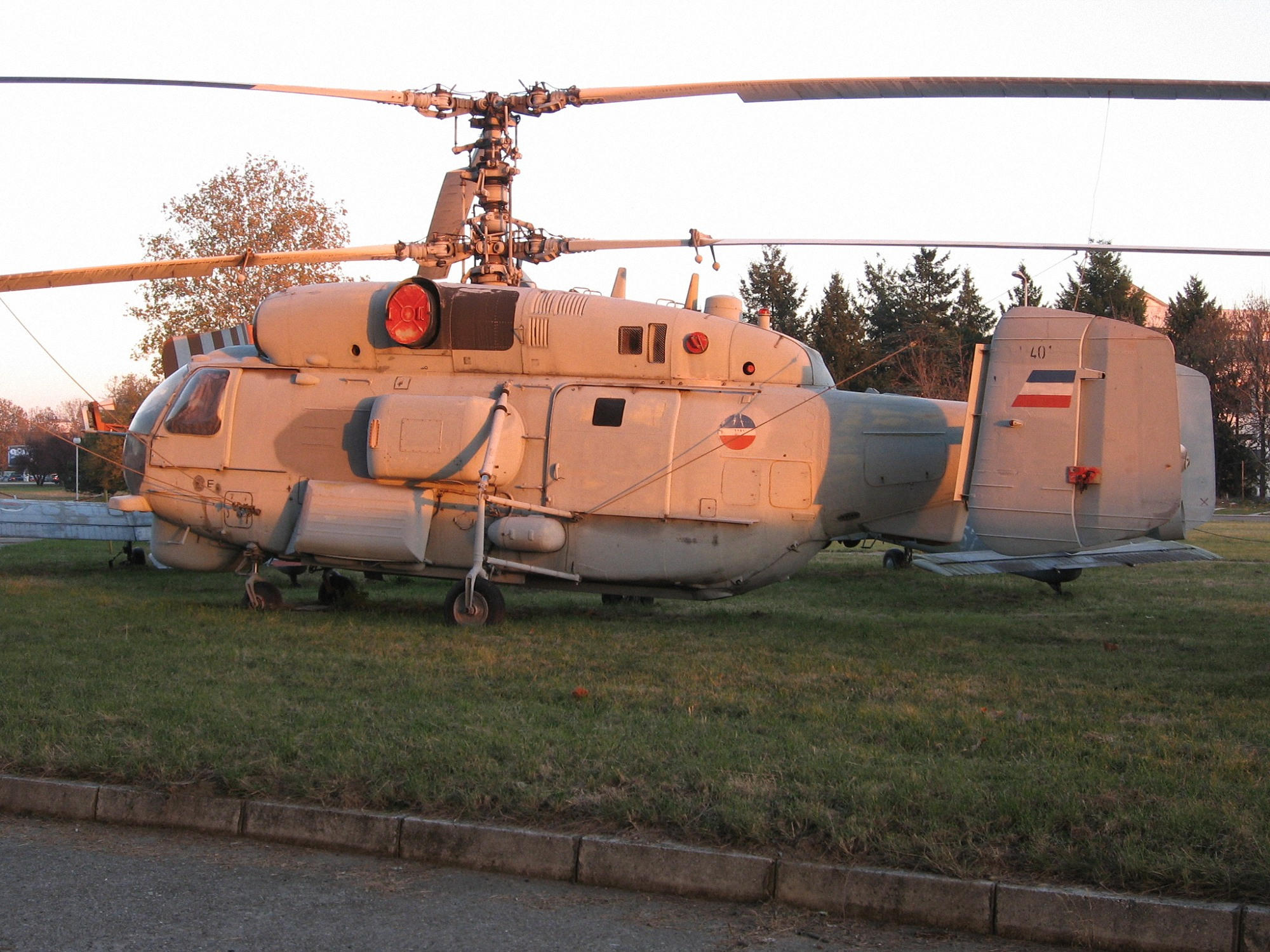
Ka-28

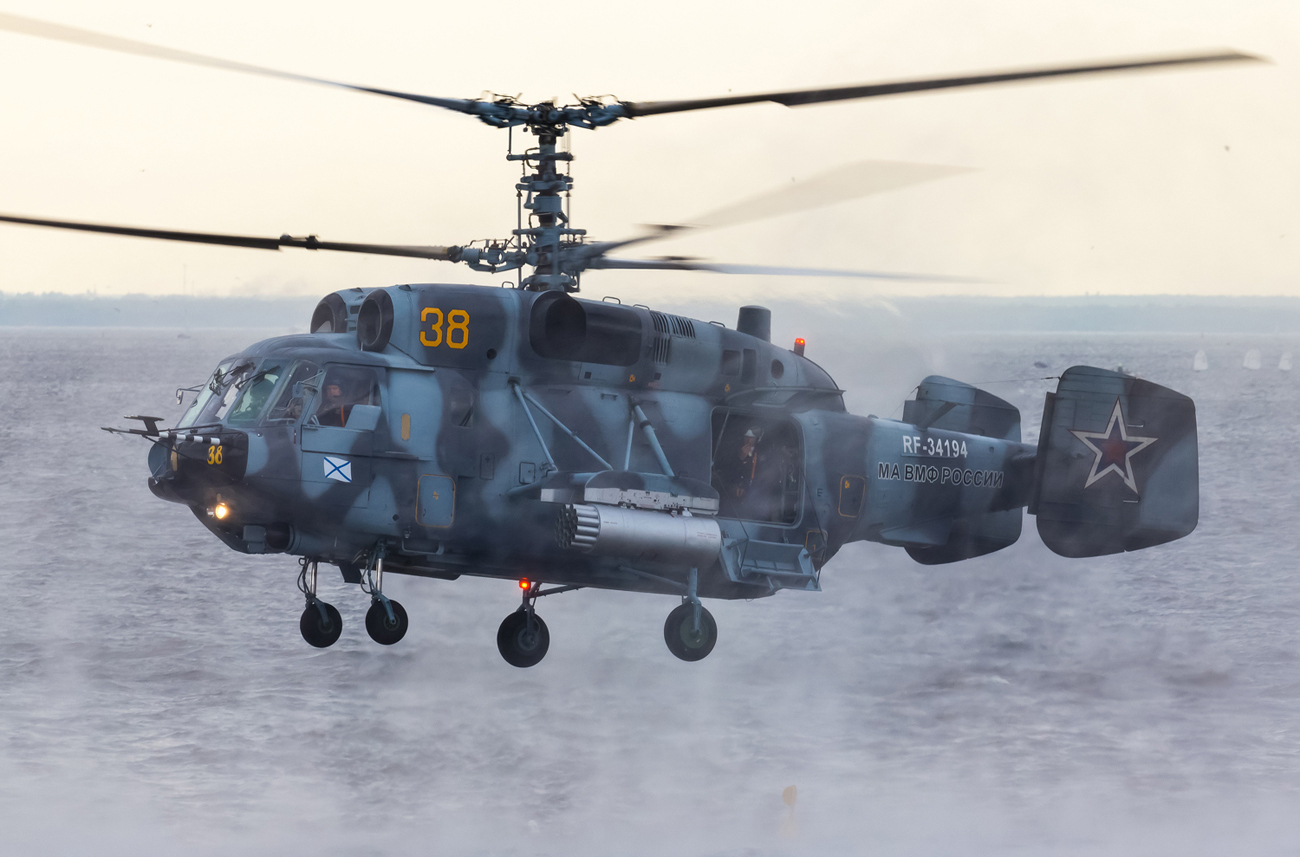
Ka-29

Ka-25-2
初期のプロトタイプ。
Ka-27K
対潜型のプロトタイプ。
Ka-27PL "Helix-A"
対潜ヘリコプター。
Ka-27M
Ka-27PLの改良型。FHA（Lance-A）アクティブフェーズドアレイレーダーを搭載し、コックピットや各種機材も近代化される。
Ka-27PS "Helix-D"
調査・救出ヘリコプター。
Ka-27PV
Ka-27PSの武装タイプ。
Ka-28 "Helix-A"
Ka-27PLの輸出用。
Ka-29TB "Helix-B"
突撃輸送ヘリコプター（2名のパイロットと16人乗り込み可能）。
Ka-29RLD
初期の空挺部隊仕様。海上監視に使用。Ka-29TBの再設計型.
Ka-31
早期警戒型。Ka-29を元に設計。
Ka-32
民間輸送用の初期モデル。
Ka-32A1
戦闘ヘリコプター。
Ka-32A2
警察仕様。サーチライトとスピーカーを装備。
Ka-32A3
調査・救出用仕様。避難と救出バージョン。
Ka-32A7
Ka-27PSの武装型。
Ka-32A11BC
カナダ向けモデル。
Ka-32A12
スイス向けモデル.
KA-32C
Ka-32M
1839kW TV3-117VMA-SB3 エンジン搭載型。Ka-32-10の後継機種。
Ka-32S "Helix-C"
海上輸送用、調査・救出用ヘリコプター。アンダーノーズレーダー付.
Ka-32T "Helix-C"
多目的輸送ヘリコプター。2名のクルーと16人乗り込み可能。
Ka-32K
クレーン付ヘリコプター。

## 運用国

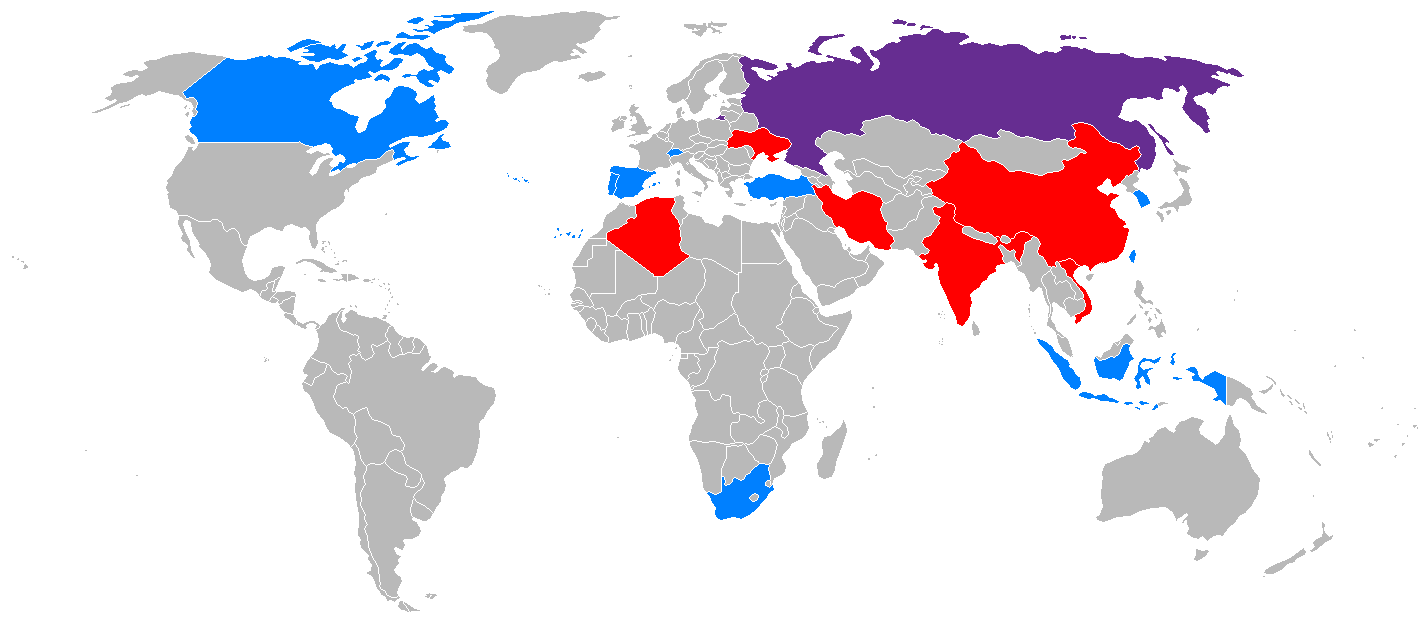
運用国

### 軍用
アルジェリア
- アルジェリア空軍[7]

 アゼルバイジャン

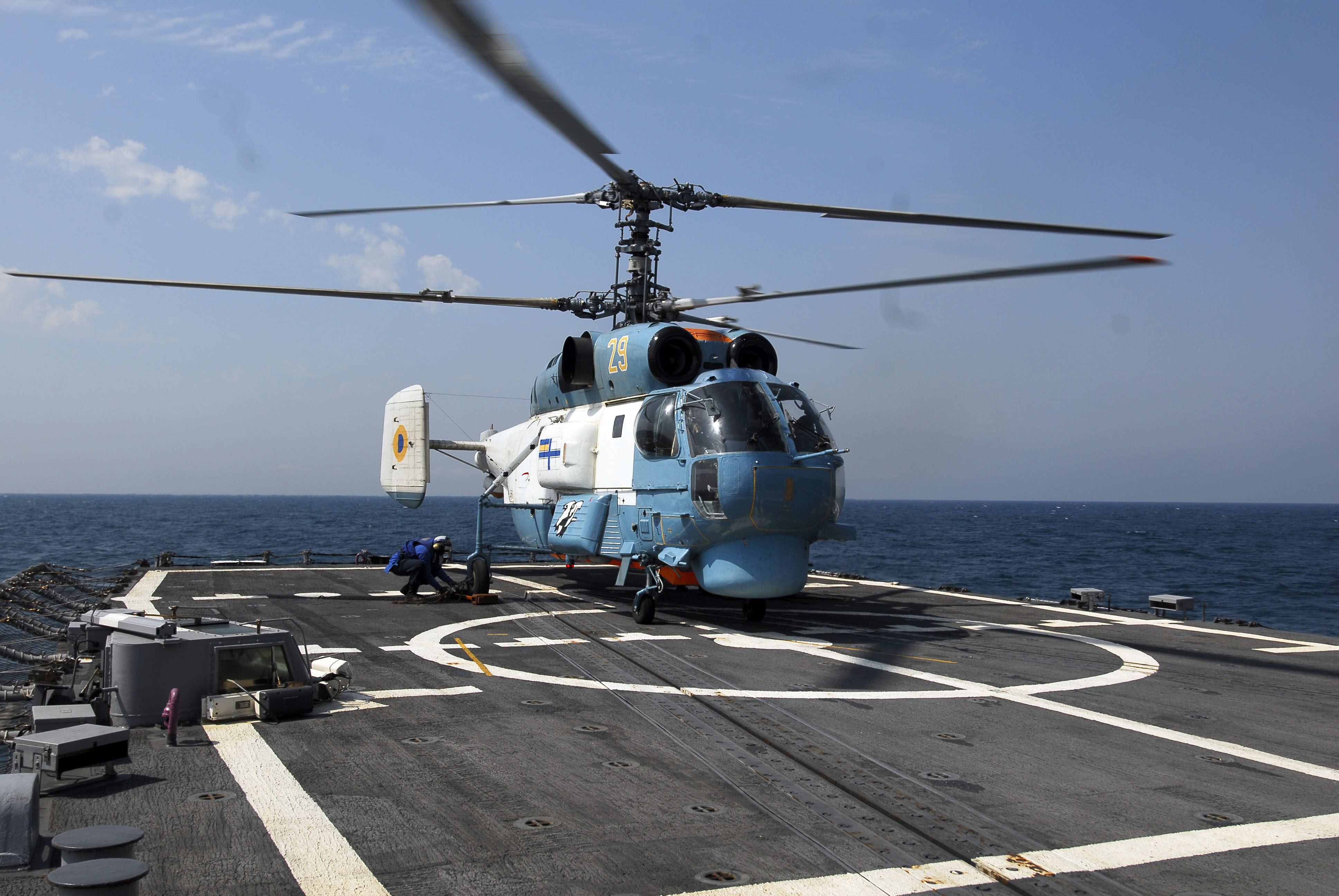
USSテイラーから発艦しようとするウクライナ海軍所属のKa-27

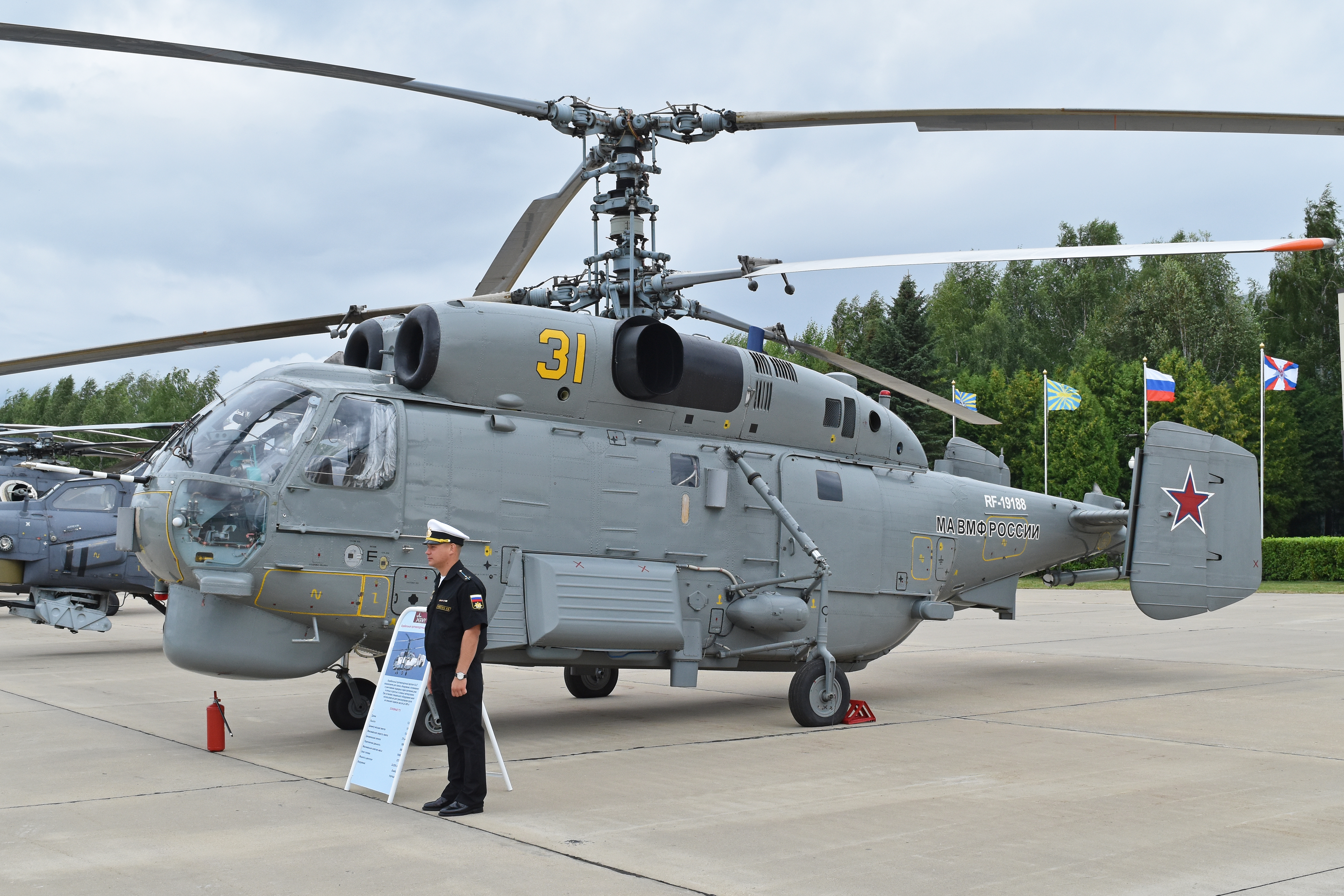
ロシア海軍所属のKa-27M

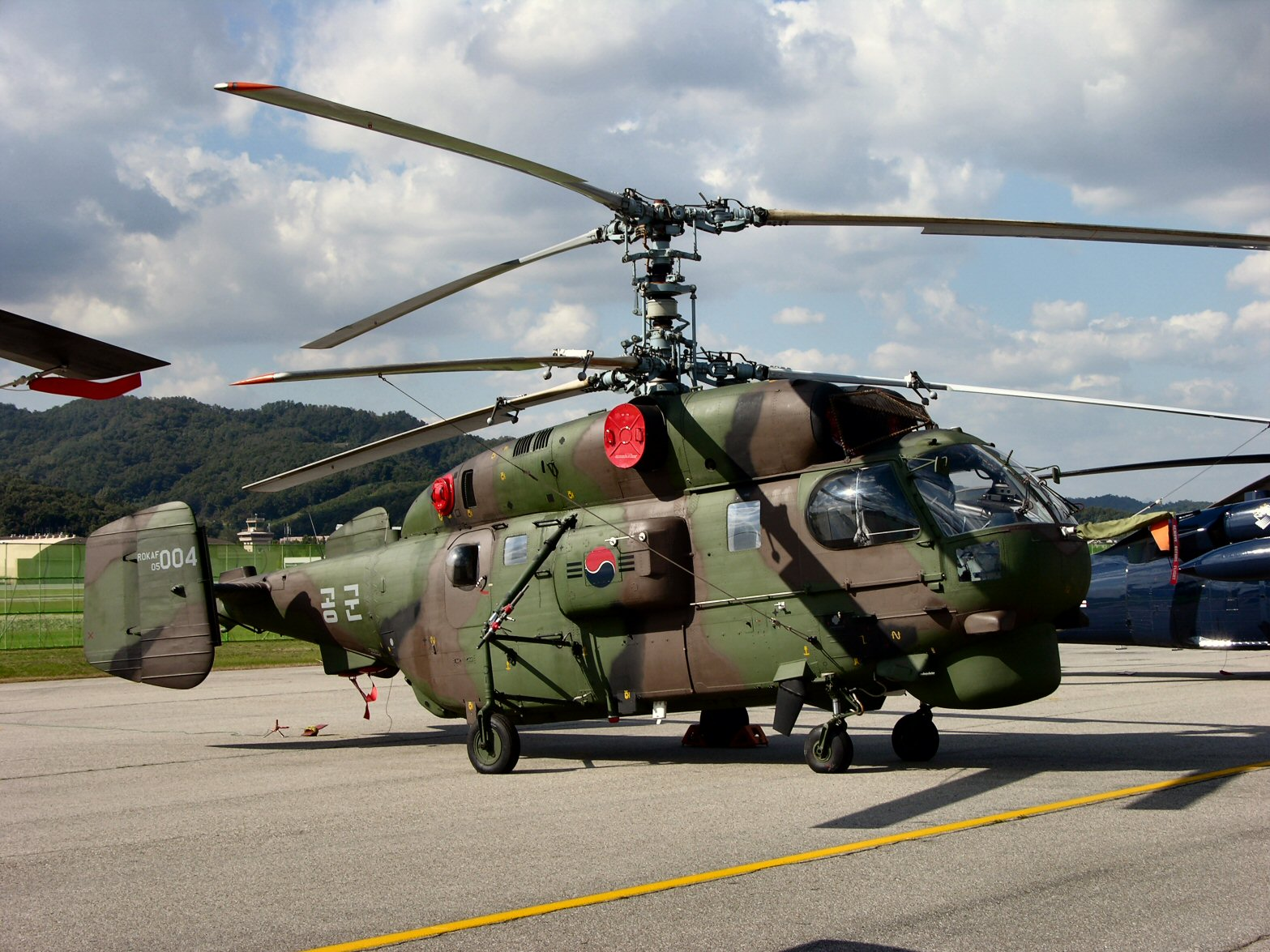
韓国空軍はKa-32A4sをHH-32と命名し戦闘捜索救難に使用している

- アゼルバイジャン空軍 - 2024年時点で、3機のKa-32 ヘリックスCを保有[8]。

 中国
- 中国人民解放軍海軍航空兵[7]

 インド
- インド海軍[7]

 ポルトガル
- 国民保護のための国家機関[9]

 ロシア
- ロシア海軍 [7]

 シリア
- シリア海軍[7]

 ウクライナ
- ウクライナ海軍[7]

 ベトナム
- ベトナム人民空軍[7]

 大韓民国
対ロシア借款の返済として導入。2015年3月、山林庁がKa-32のエンジンを地上で点検したところ、内部で爆発により部品が破損しているのが確認された。同庁が同じ機種を内視鏡で検査した結果、別の1機にも同じ欠陥が見つかったほか、蔚山(ウルサン)消防本部のヘリ1機と民間所有の1機でもそれぞれ問題が見つかった。また、海洋警察が保有する8機全機でも問題が発見された。極限の状況を想定した地上テストで、エンジンタービンの温度センサーが変形し、ローターブレードなどが破損したという。これを受け、国土交通部は整備・改善を指示、飛行時間が10時間に達する前に燃料フィルターを洗浄すること、50時間飛行するごとにエンジンの内視鏡検査を実施して結果を報告することなどを通達した。
- 韓国空軍[7]

7機を運用。韓国軍向けの艤装はイスラエルのIAI社が担当し、韓国のLG電子社に引き渡された。
- 海洋警察庁[13]

8機を運用。特殊部隊用として使用されている。海洋警察では原因不明のエンジン問題を受け、2015年7月20日から24日まで6つの航空隊に配置された8機について緊急点検をすることもしたが、輸入の関係で円滑な整備支援が行われておらず整備に支障が発生したりしている。そのため2016年12月6日にKAIと国産の「KUH-1 スリオン」を2019年までに2機を導入することで合意した。
- 山林庁[15]

29機を運用。山林庁で使用しているKa-32は頻繁な整備を必要としており、部品やオイルの交換も割高なため、維持費が掛かりすぎるとマスコミに何度も批判されている。
- 韓国国立公園公団

1機を運用

### 民間

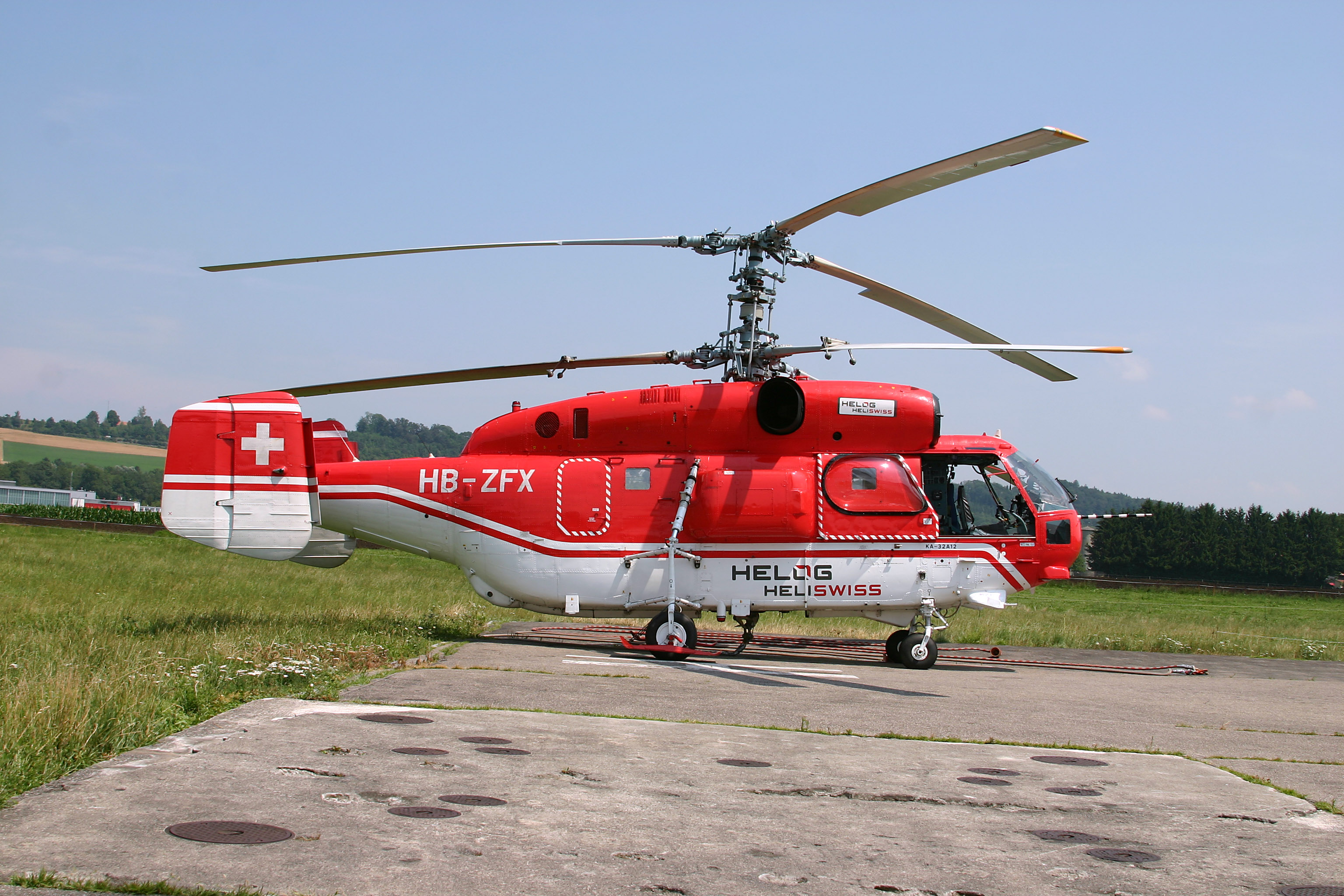
ヘリスイスのKa-32A12

ブラジル
- ヘリカーゴ[18]

 カナダ
- バンクーバー島ヘリコプター[19]

 中国
- 中国極地研究センター(PRIC)

雪竜に搭載する輸送ヘリとしてKa-32を導入。愛称は「雪鷹」。
 大韓民国
- 民間企業(名称不明):9機[10]

 スイス
- ヘリスイスがKA-32A12を2機導入[21]。

 日本
- アカギヘリコプターがKa-32A11BCを導入[22]。2024年2月21日に抹消登録され、アメリカへ売却された[23]。

 ポルトガル
- ヘリポートユーガル

### 退役
ユーゴスラビア
- ユーゴスラビア空軍[24]

## 性能・主要諸元

### 一般的特性
乗員：1-3名、＋2-3名のスペシャリスト（Ka-27）
ペイロード： 4,000kg（8,818ポンド）の（Ka-32）、または16名の空挺部隊員（Ka-29）
全長： 11.3m
全高： 5.5m
空虚重量： 6,500kg
総重量： 11,000kg
最大離陸重量： 12,000kg
エンジン：クリーモフ設計局 製TV3-117KM ターボシャフト ×2
メインローター直径： 2×15.8m
メインローター面積： 392.2m2 3枚刃逆回転ローター

### パフォーマンス
最高速度：270 km/h
巡航速度：205 km/h
航続距離： 980km
実用上昇限度： 5,000m

### 武装
Ka-27
魚雷 (AT-1M、VTT-1、UMGT-1、APR-2) ×1またはソノブイ（RGB-NM、RGB-NM-1）×36
Ka-29TB
GShG-7.62機関銃（1,800発）×1
2A42機関砲（250発）×1
4つの外部ハードポイントに爆弾、ロケット、ガンポッド、9K114を装備可能。

### アビオニクス
レーダー、MADまたはディッピングソナー、ソノブイ

## 登場作品

### テレビドラマ
『高い城の男』
大日本帝国海軍の艦載ヘリコプターとして登場。木戸大尉が猪口提督と会うために大和型戦艦まで乗機する。

### アニメ
『HELLSING』
架空のインヴィンシブル級航空母艦「イーグル」をリップヴァーン率いるミレニアム大隊が占拠する際の移動手段として登場（漫画版ではAS 365 ドーファン）。

### ゲーム
『エースコンバット インフィニティ』
一部ミッションで敵ヘリコプターとして登場。
『トロピコ6』
建造した空母に駐機してある。
『マーセナリーズ2 ワールド イン フレームス』
アジアン軍が所有しており、「ローカストアサルトヘリ」という名称で登場する。ガンポッドとロケット弾ポッドを搭載しているため、兵員輸送のほか、対地攻撃が可能。
『Modern Warships』
プレイヤーが操作可能な艦載機として登場する。